# Война, Абрагам
Абрагам Война (Абрам Война; пол. Abraham Woyna, лит.  Abraomas Vaina ; 1569 — 14 апреля 1649, Вильна) — религиозный и церковный деятель Речи Посполитой, каноник виленской капитулы (1599), епископ-суффраган виленский с 1611 года, титулярный епископ метонский, епископ жемайтский (1627—1630), епископ виленский с 1630 года.

## Биография
Родился в Жемайтии; сын Шимона Войны, каштеляна мстиславльского. Учился в Академии и университете виленском Общества Иисуса. Учёных степеней не достиг, но был хорошо образован, особенно в области права. При поддержке дяди епископа Бенедикта Войны в 1599 году был принят в Виленский капитул каноником. В том же году рукоположен в священники и продолжил обучение в Риме.
В 1630 году был переведён в Вильно: 13 мая 1630 года был номинирован виленским епископом, 14 мая того же года выбран, 24 марта 1631 года был назначен и 14 или 15 октября того же года взошёл на престол виленского епископа. При его управление было завершено обновление виленского кафедрального собора и капелла Святого Казимира, в которую в 1636 году были торжественно перенесены мощи святого Казимира. По его приглашению в 1835 году в Вильно обосновались милосердные братья бонифратры, которым был передан костёл Святого Креста. Епископ передал монахам храм, прилегающие постройки и пожертвовал тысячу золотых.
Похоронен в Соборе Св. Станислава в Вильно.